# Constitution du Vanuatu
Lire en ligne

Consulter

La Constitution du Vanuatu est la loi fondamentale du Vanuatu depuis son indépendance de la France et du Royaume-Uni le 30 juillet 1980.
Les signataires de la Constitution sont le Premier ministre Gérard Leymang, le vice-Premier ministre Walter Lini et, par ordre alphabétique, Aiden Arugogona (président fondateur du Parti national des Nouvelles-Hébrides), Madeline Bakokoto, Vincent Boulekone (chef des partis modérés), Michel Bernast (fondateur du parti Tabwemassana), Maxime Carlot, George Kalkoa (ministre de l'Administration publique), Luke Dini (ministre des Transports, des Postes et des Télécommunications), Jack Kalotiti (fondateur et président du parti Natatok Éfaté), Donald Kalpokas (ministre de l'Éducation), George Kalsakau (ancien Premier ministre), Aimé Maléré (ministre du Commerce et président de l'UCNH), Grace Mera Molisa, Joe Natuman, John Naupa (ministre de la Santé), Guy Prévot (ministre des Finances), Sethy Regenvanu, Thomas Reuben Seru (ministre des Ressources naturelles), Ringiau (chef coutumier), Barak Sopé, Onnyn Morris Tahigogona, Morrison Tangarasi, George Tarimanu (chef coutumier), Moli Tasi Tamata (chef coutumier), Fred Timakata, Tom Tipolomata (chef coutumier), Walter Tulangi, Louis Vatu, Willie Bongmatur (chef coutumier) et George Worek,,,.

## Sources
- (en) Cet article est partiellement ou en totalité issu de l’article de Wikipédia en anglais intitulé « Constitution of Vanuatu » (voir la liste des auteurs).

## Compléments